# Learning to Crawl
Learning to Crawl je třetí studiové album skupiny The Pretenders. Vydáno bylo v lednu roku 1984 společností Sire Records a jeho producentem byl Chris Thomas, který s kapelou spolupracoval i na předchozích deskách. Nahráváno bylo již od léta 1982 v londýnském studiu AIR Studios. Jde o první album kapely vydané poté, co dva z jejích členů, kytarista James Honeyman-Scott a baskytarista Pete Farndon, zemřeli na předávkování drogami.

## Seznam skladeb
Autorkou všech skladeb je Chrissie Hynde, pokud není uvedeno jinak.
1. Middle of the Road – 4:08
2. Back on the Chain Gang – 3:44
3. Time the Avenger – 4:47
4. Watching the Clothes – 2:46
5. Show Me – 4:00
6. Thumbelina – 3:12
7. My City Was Gone – 5:14
8. Thin Line Between Love and Hate (Richard Poindexter, Robert Poindexter, Jackie Members) – 3:33
9. I Hurt You – 4:27
10. 2000 Miles – 3:30

## Obsazení
The Pretenders
- Chrissie Hynde – zpěv, kytara, harmonika
- Robbie McIntosh – kytara, doprovodné vokály
- Malcolm Foster – baskytara, doprovodné vokály
- Martin Chambers – bicí, perkuse, doprovodné vokály, zpěv

Ostatní hudebníci
- Billy Bremner – kytara, zpěv
- Tony Butler – baskytara
- Andrew Bodnar – baskytara, zpěv
- Paul Carrack – klavír, zpěv